# Gesäßklappe

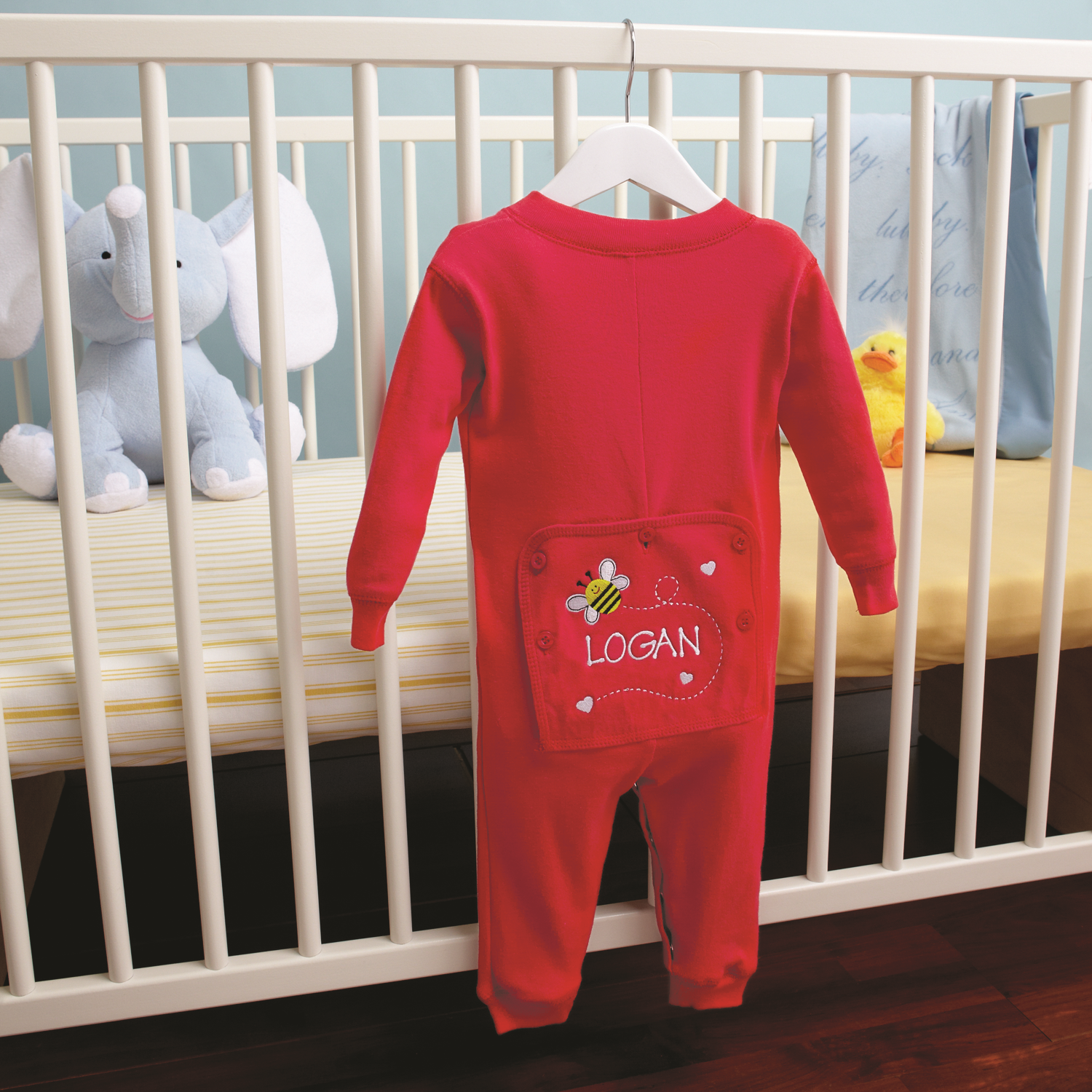
Poklappe an einem Baby-Strampler

Die Gesäßklappe ist ein Begriff aus der Bekleidungstechnik und bezeichnet eine spezielle Öffnung an Kleidungsstücken, die den Zugang zum Gesäßbereich erleichtert. Sie wird gelegentlich bei Schlafanzügen, langen Unterhosen oder speziellen Schutzanzügen verwendet und ermöglicht es, den Bereich zu öffnen, ohne das gesamte Kleidungsstück ablegen zu müssen. Typisch ist die Befestigung mit Knöpfen, Druckknöpfen oder Klettverschlüssen.
Historisch gesehen wurde die Gesäßklappe vor allem in Zeiten genutzt, in denen Kleidungsschichten umständlich zu handhaben waren. Sie war eine praktische Lösung, um den Toilettengang zu erleichtern, insbesondere in kalten Umgebungen oder bei schwer zugänglichen Kleidungsstücken. 
Vor der Einführung elastischer Bünde wurden Unterhosen mit Bändern oder Knöpfen befestigt, und speziell bei Frauenkleidung, die oft aus mehreren Röcken bestand, erleichterten offene Schritthosen den Gang zur Toilette, ohne die Unterwäsche komplett lösen zu müssen.